# Žarko Potočnjak
Žarko Potočnjak (ur. 3 lutego 1946 w Pakracu, zm. 21 października 2021 w Zagrzebiu) – chorwacki aktor teatralny, filmowy i telewizyjny.
Ukończył szkutniczą szkołę średnią w Szybeniku, a następnie przez pięć miesięcy studiował okrętownictwo, ostatecznie jednak wybrał aktorstwo. W 1972 ukończył Akademię Sztuki Teatralnej (Akademija dramske umjetnosti) w Zagrzebiu, a następnie pracował w różnych teatrach w tym mieście. Od 1994 był członkiem zespołu Chorwackiego Teatru Narodowego.

## Wybrana filmografia
- 1976: Izbavitelj – uczestnik zabawy szczurów
- 1978: Sąd doraźny (Prijeki sud) – Mario
- 1979: Živi bili pa vidjeli – Maks
- 1981: Goście z galaktyki Arkana (Gosti iz galaksije) – Robert
- 1983: Kłamiesz, Melito (Lažeš, Melita) – malarz Sjekira (serial TV)
- 1984–1985: Inspektor Vinko (Inspektor Vinko) – Čaplja (serial TV)
- 1986: Wieczorne dzwony (Večernja zvona) – Kruno
- 1988: Glembajevi – Puba Fabriczy
- 1994: Powrót do Vukovaru (Vukovar se vraća kući) – Jozika
- 2000: Srce nije u modi – pilot
- 2007: Zagraj coś romantycznego (Pjevajte nešto ljubavno) – ojciec Strujina
- 2008: To jeszcze nie koniec (Nije kraj) – Kokotović
- 2018: Za ona dobra stara vremena – ksiądz